# Patrizia Toia
Patrizia Toia (ur. 17 marca 1950 w Pogliano Milanese) – włoska polityk i politolog, eurodeputowana, od 1999 do 2000 minister.

## Życiorys
Ukończyła studia z zakresu nauk politycznych na jednym z mediolańskich uniwersytetów. Specjalizowała się z zakresu planowania strategicznego na Uniwersytecie Bocconi.
Pracowała w administracji regionalnej m.in. jako kierownik w Komitecie Regionalnym Lombardii. Od 1975 zasiadała w radzie gminy Vanzago, od 1985 do 1995 sprawowała mandat radnej regionu. Od 1989 wchodziła w skład egzekutywy regionalnej.
W latach 1995–1996 była posłanką do Izby Deputowanych XII kadencji. Następnie, z ramienia Drzewa Oliwnego, do 2004 zasiadała w Senacie XIII i XIV kadencji. Należała do Włoskiej Partii Ludowej, od 2002 działała w powstałej na bazie m.in. PPI partii Margherita (m.in. jako koordynator DL w Mediolanie). W 2007 została członkinią Partii Demokratycznej.
W 1996 została podsekretarzem stanu w Ministerstwie Spraw Zagranicznych. W drugim gabinecie Massima D’Alemy od grudnia 1999 do kwietnia 2000 zajmowała stanowisko ministra ds. polityki wspólnotowej. Następnie przez rok w rządzie Giuliana Amato była ministrem bez teki do spraw kontaktów z parlamentem.
W 2004, 2009, 2014 i 2019 była wybierana na deputowaną do Parlamentu Europejskiego. W VI kadencji zasiadała w grupie Porozumienia Liberałów i Demokratów na rzecz Europy, następnie wraz z PD dołączyła do frakcji socjalistycznej.